# Chocques Military Cemetery
Chocques Military Cemetery is een Britse militaire begraafplaats met gesneuvelden uit de Eerste Wereldoorlog, gelegen in de Franse gemeente Chocques in het departement Pas-de-Calais. De begraafplaats ligt langs de Rue des Martyrs op 450 m ten noordoosten van het centrum van Chocques (Église Notre-Dame). Ze werd ontworpen door Edwin Lutyens en wordt onderhouden door de Commonwealth War Graves Commission. Het terrein ligt op een hoger plateau en is toegankelijk via een open toegang en een zevental treden. Direct daarachter staat het Cross of Sacrifice. De Stone of Remembrance staat centraal tegen de oostelijke muur. De begraafplaats wordt door een witte stenen muur begrensd. 
Er rusten 1.882 gesneuvelden, waarvan 216 niet geïdentificeerd konden worden.

## Geschiedenis
Chocques bleef nagenoeg de hele oorlog in geallieerde handen. Het was een tijdje het hoofdkwartier van het I Corps. Het No.1 Casualty Clearing Station (veldhospitaal) was hier ook gelegerd tussen januari 1915 en april 1918. De meeste graven zijn dan ook van soldaten die gestorven zijn in dit hospitaal nadat ze gewond werden tijdens de gevechten aan het front rond Béthune. Gedurende het Duitse lenteoffensief van april tot september 1918 kwamen er heel wat gewonden vanuit de eerste hulpposten en gevechtseenheden. Er liggen 29 slachtoffers van het 4th King's Liverpool Regiment die sneuvelden bij een aanval op een troepentransporttrein. Er liggen ook 8 doden van het 3rd Squadron, RFC, die omkwamen bij een bomexplosie op het vliegveld van Merville in maart 1915. Achter elke grafzerk werd een arduinen herdenkingskruis geplaatst.
Na de wapenstilstand werden nog graven bijgezet vanuit de slagvelden rond Chocques en enkele kleinere begraafplaatsen. Deze waren: Annezin Communal Cemetery Extension in Annezin, Les Harisoirs British Cemetery en Canal Cemetery in Mont-Bernanchon en Bois-des-Montagnes British Cemetery in Vaudricourt.
Er liggen nu 1.709 Britten, 51 Canadezen, 4 Zuid-Afrikanen, 36 Indiërs en 82 Duitsers. Bij de Britten worden 16 Chinezen geteld die bij het Chinese Labour Corps dienden.
Elf Britten worden herdacht met Special Memorials omdat hun graven niet meer gelokaliseerd konden worden.  

## Graven
- Voor majoor Wilfred Edward Nicol en paardengeleider Leonard Holt werden op vraag van hun familie private grafzerken geplaatst.

### Onderscheiden militairen
- Alexander Buller Turner, Onderluitenant bij het 1st Bn. Royal Berkshire Regiment, ontving het Victoria Cross (VC) voor zijn dapper optreden tijdens een aanval op 28 september 1915 waarbij een Duitse communicatieloopgraaf en een aanvalsnest werd veroverd. Hierdoor konden de reservetroepen optrekken zonder noemenswaardige verliezen en werd de flank van zijn regiment niet meer bedreigd. Hij overleed aan zijn verwondingen op 1 oktober 1915 in de leeftijd van  22 jaar.
- John Tonge, luitenant kolonel bij de Royal Field Artillery werd onderscheiden met de Order of St Michael and St George (CMG).
- John Raymond Evelyn Stansfeld, luitenant kolonel bij de Gordon Highlanders, Frederick McDonnell Browne, majoor bij de Royal Engineers en Wilfred Edward Nicol, majoor bij de Grenadier Guards werden onderscheiden met de Distinguished Service Order (DSO).
- de majoors T.H. Weir, John Edward Blakemore en William Eills; de kapiteins Ernest William Marshall, John Lyon Booth, Henry Mason Boucher en Nathan Leonard Harris, de luitenants John Bower Lewis Heney en J.W. Hughes en de onderluitenants H.M. Hussey en Erci Krabbe Colbourne werden onderscheiden met het Military Cross (MC). Majoor George Bernard Ward ontving deze onderscheiding tweemaal (MC and Bar).
- sergeant-majoor John Stewart Morrison, sergeant H. Smith, korporaal Charles Frederick Henderson en soldaat Alfred Grogan werden onderscheiden met de Distinguished Conduct Medal (DCM).
- zestien militairen ontvingen de Military Medal (MM).

### Minderjarige militairen
- F. Tilley, soldaat bij het London Regiment was slechts 15 jaar toen hij op 3 juni 1915 sneuvelde.
- de soldaten R. Pomfret, Benjamin A. Fisk en A.W. Heath waren slechts 16 jaar toen ze sneuvelden.
- korporaal Arthur Heayes en de soldaten Adam Kadanek, John Moore, David Birse, Vernon A. Body, Frank W. Burnley, Albert Christie en Robert J. Harding waren 17 jaar toen ze sneuvelden.

### Aliassen
- sergeant Frank Mellor diende onder het alias F. Millar bij de Royal Field Artillery.
- soldaat Robert Christie diende onder het alias Maitland McHarg bij de Cameronians (Scottish Rifles).
- soldaat James Stewart diende onder het alias James Gray bij de Connaught Rangers.
- de Amerikaan John Edward Devlin diende als soldaat onder het alias J.H. Graves bij de Canadian Infantry.

### Gefusilleerde militairen
- Albert Holmes, soldaat bij het 8th Bn. King's Own (Royal Lancaster Regiment), werd wegens desertie gefusilleerd op 22 april 1918. Hij was 22 jaar.
- Robert W. Simmes, soldaat bij het 2nd Bn. Royal Scots, werd wegens desertie gefusilleerd op 19 mei 1918. Hij was 25 jaar.[2]